# Haludaria kannikattiensis
Haludaria kannikattiensis е вид лъчеперка от семейство Шаранови (Cyprinidae).

## Разпространение
Видът е ендемичен за Индия.